# Уэстфорд (тауншип, Миннесота)
Уэстфорд (англ. Westford) — тауншип в округе Мартин, Миннесота, США. На 2000 год его население составило 331 человек.

## География
По данным Бюро переписи населения США площадь тауншипа составляет 94,8 км², из которых 93,8 км² занимает суша, а 1,0 км² — вода (1,01 %).

## Демография
По данным переписи населения 2000 года здесь находились 331 человек, 122 домохозяйства и 97 семей.  Плотность населения — 3,5 чел./км².  На территории тауншипа расположено 127 построек со средней плотностью 1,4 построек на один квадратный километр. Расовый состав населения: 99,40 % белых, 0,30 % азиатов и 0,30 % приходится на две или более других рас. Испанцы или латиноамериканцы любой расы составляли 0,91 % от популяции тауншипа.
Из 122 домохозяйств в 36,1 % воспитывались дети до 18 лет, в 73,8 % проживали супружеские пары, в 3,3 % проживали незамужние женщины и в 19,7 % домохозяйств проживали несемейные люди. 17,2 % домохозяйств состояли из одного человека, при том 10,7 % — одиноких пожилых людей старше 65 лет. Средний размер домохозяйства — 2,71, а семьи — 3,06 человека.
27,8 % населения — младше 18 лет, 7,9 % — в возрасте от 18 до 24 лет, 23,9 % — от 25 до 44, 28,4 % — от 45 до 64, и 12,1 % — старше 65 лет. Средний возраст — 41 год. На каждые 100 женщин приходилось 94,7 мужчин. На каждые 100 женщин старше 18 приходилось 99,2 мужчин.
Средний годовой доход домохозяйства составлял 45 833 доллара, а средний годовой доход семьи —  54 063 доллара. Средний доход мужчин —  31 806 долларов, в то время как у женщин — 20 625. Доход на душу населения составил 16 963 доллара. За чертой бедности находились 4,5 % семей и 7,3 % всего населения тауншипа, из которых 12,9 % младше 18 и 10,3 % старше 65 лет.